# Épaney
Épaney település Franciaországban, Calvados megyében. Lakosainak száma 495 fő (2022. január 1.). Épaney Damblainville, Olendon, Perrières, Saint-Pierre-Canivet, Soulangy és Versainville községekkel határos.

## Népesség
A település népességének változása:
| Lakosok száma | 305  | 302  | 352  | 414  | 525  | 526  | 514  | 511  | 508  | 495  |
|               | 1968 | 1982 | 1990 | 2006 | 2013 | 2015 | 2017 | 2019 | 2020 | 2022 |